# Fluchtweg nach Marseille
Fluchtweg nach Marseille ist ein zweiteiliger Film von Ingemo Engström und Gerhard Theuring aus dem Jahr 1977. Der vollständige Titel lautet Fluchtweg nach Marseille – Exodus & Résistance – Bilder aus einem Arbeitsjournal (1977) zu dem Roman Transit (1941) von Anna Seghers. Teil 1 hat eine Länge von 90 Minuten, Teil 2 eine Länge von 120 Minuten.

## Inhalt
Die Regisseure Ingemo Engström und Gerhard Theuring haben den Inhalt ihres Films so beschrieben:
Fluchtweg nach Marseille „hat zum Thema den Fluchtweg der deutschen Emigration in Frankreich 1940/41. Er beschreibt eine Recherche vor dem Hintergrund von Landschaften und Städten, die einmal Schauplatz gewesen sind der Verfolgung. Leitmotiv der Reise ist der Roman Transit von Anna Seghers. Prinzip des Fortschreitens ist die bewegte und sprechende Photographie.“
Ohne einem starren Schema zu folgen, ist Teil 1 des Films eher dem Weg gewidmet, „den Anna Seghers genommen hat mit ihren Kindern“, von Paris über die Loire, über Pamiers und andere Städte nach Marseille. Teil 2 ist eher der Situation der deutschen Emigranten in Internierungslagern und im erst noch freien, dann auch besetzten Marseille gewidmet. Schließlich, an seinem Ende, bewegt sich der Film in die, wie es heißt, „Landschaften der Résistance“.
Die Darstellung des Inhalts geschieht durch eine variable Montage folgender Elemente:
- Der Schauspieler Rüdiger Vogler zitiert lange Passagen aus Anna Seghers’ Roman. So wie sich der Ich-Erzähler des Romans an ein vermeintliches Gegenüber wendet, so spricht Vogler zu einem jungen, stumm bleibenden Zuhörer. Sie sitzen an der Glasfront einer kleinen, an einem Bootshafen gelegenen Pizzeria. Die ausgewählten Passagen geben ansatzweise das Handlungsgerüst des Romans und seine Figuren wieder, im Wesentlichen sind es jedoch solche Passagen, in denen die Gedanken des Erzählers, auch sein immer etwas distanziertes Beobachten des Geschehens in Marseille deutlich werden. Immer macht der Film dabei deutlich, dass es der Schauspieler Rüdiger Vogler des Jahres 1977 ist, der Abschnitte des Romans zitiert, nicht der „wirkliche“ Ich-Erzähler des Jahres 1941.
- Im zweiten Teil des Films kommt als Darstellerin Katharina Thalbach hinzu. Damit rückt neben dem Ich-Erzähler die Romanfigur der Marie in den Fokus. Katharina Thalbachs Auftritte im Film sind aber – mit Ausnahme von zwei Szenen – nicht die Darstellung einer Rolle, sondern es sind in zwei langen Einstellungen – eine während einer langen Autofahrt, eine andere an einem offenen Hotelfenster mit Blick auf die Kirche Notre-Dame de la Garde aufgenommen – Thalbachs eigene Reflexionen über den Roman und die Figur der Marie darin.
- Zeitzeugen berichten in nicht unterbrochenen längeren Monologen von ihren Erinnerungen an ihre Flucht durch Frankreich, an Aufenthalte in Internierungslagern und Gefängnissen, an Begegnungen mit Anna Seghers, an die Beschaffung der nötigen Visen und die endlich gelungene Schiffsabfahrt aus Marseille oder an ihren Anschluss an die Résistance.
- Photographien und filmische Dokumente aus der Zeit der deutschen Besetzung Frankreichs von Juni 1940 bis August 1944. Ein Filmdokument, gleich die erste Einstellung des Films, ist ein paar Jahre älter. Zur Kommentarstimme – „Es begann in Berlin, 1933“ – sieht man die Bilder der Bücherverbrennung am 10. Mai 1933 in Berlin.
- Zusätzlich zu den Aufnahmen der Darsteller und Zeitzeugen haben Engström / Theuring (Kamera: Axel Block) zahlreiche Orte ihrer dem Fluchtweg Anna Seghers’ folgenden Reise photographiert und gefilmt, beginnend mit Einstellung 2 des ersten Teils des Films, dem leuchtenden Schriftzug „La Capitale“ eines Cafés in Paris, und endend mit einer der letzten Einstellungen des zweiten Teils, dem Blick auf eine Gebirgsschlucht des Vercors.
- Großaufnahmen zahlreicher Buchcover und -titelseiten, auf die häufig Standbilder aus Einstellungen des Films gelegt werden, so dass sich auch visuell jeweils ein Zusammenhang zwischen dem betreffenden Buch und dem Film herstellt. Neben Transit von Anna Seghers sind hier u. a. zu nennen: Vladimir Pozner erinnert sich, Tschapajew – Das Bataillon der 21 Nationen redigiert von Alfred Kantorowicz und Rudolf Leonhards Gedichtzyklus Le Vernet.
- Schließlich gibt es einen aus dem Off gesprochenen Kommentar, wechselnd von einem Sprecher und einer Sprecherin (Reinhart Firchow und Hildegard Schmahl) vorgetragen. Der Text macht deutlich, dass sie stellvertretend für die Filmemacher sprechen, dass sie deren Vorhaben und deren Entscheidungen wiedergeben; stets heißt es „wir“, z. B. „Wir aber sind auf der Suche nach einer verlorenen Geschichte mit Namen Transit.“

## Auszeichnungen
- Die Uraufführung von Fluchtweg nach Marseille fand am 12. Oktober 1977 im Rahmen der Internationalen Filmwoche Mannheim statt. Der Film wurde dort mit zwei Preisen ausgezeichnet: dem Josef-von-Sternberg-Preis und dem Internationalen Evangelischen Filmpreis.[2]
- Beim Locarno Film Festival des Jahres 1978 wurde Fluchtweg nach Marseille mit dem „Women’s Jury Prize“ ausgezeichnet.[3]

## Kritiken
„Seine besondere Bedeutung gewinnt der Film durch die Montage, die Erinnerung und Literatur, Archiviertes und Verdrängtes, inszenierte und dokumentarische Passagen zu einem ebenso eindrucksvollen wie historisch bedeutsamen Film zusammenfügt. - Sehenswert.“

„Endlich einmal wurde ich nicht mehr zynisch mit Fertigteilen abgespeist, die mir keine Gelegenheit und Zeit zum Schauen und Denken lassen. Ich fühlte mich einfach auf eine sehr redliche Weise ernstgenommen, als Zuschauer und Mitproduzent des Films, und nicht als Konsument beliebiger Bilder verachtet. Das ist nicht alles von vornherein klar, wie in so vielen anderen (oft auch sogenannten fortschrittlichen) Filmen, wo dem Betrachter jedes Denken im wahrsten Sinne des Wortes abgenommen wird oder wie Engström/Theuring schreiben: ‚Es sind die Blinden, die das Ergebnis im Voraus wissen.‘“

## DVD
Ingemo Engström & Gerhard Theuring: Fluchtweg nach Marseille. Edition Filmmuseum 123, herausgegeben von Film & Kunst GmbH in Zusammenarbeit mit dem Filmmuseum München, der Deutschen Kinemathek und dem Belleville Verlag, 2023.